# Rohan (Bretanya)
Rohan (en bretó Roc'han) és un municipi francès, situat a la regió de Bretanya, al departament d'Ar Mor-Bihan. L'any 2006 tenia 1.570 habitants. Des de 1997 s'hi celebra cada any el Festival Roc'han Feu.
Durant l'Antic Règim, formava part del patrimoni de la família de Rohan.

## Demografia
| 1962                                       | 1968  | 1975  | 1982  | 1990  | 1999  |
| ------------------------------------------ | ----- | ----- | ----- | ----- | ----- |
| 1.648                                      | 1.731 | 1.746 | 1.707 | 1.604 | 1.521 |
| Des de 1962: població sense dobles comptes |       |       |       |       |       |

## Administració
| Període | Identitat     | Partit |
| ------- | ------------- | ------ |
| 2001-   | Bernard Nizan |        |